# Памятник Александру III (Ялта)
Памятник Александру III в Ялте — памятник императору всероссийскому Александру III, открытый в 2017 году на территории парка Ливадийского дворца в Ялте.
Бронзовая скульптура Александра III высотой почти 4 м изображает императора сидящим на срубе дерева и опирающимся на шашку. Его позиция уверенная, его взгляд устремлён вдаль. Скульптура находится на мраморном пьедестале, на котором выбито знаменитое изречение Александра III: «У России есть только два союзника — её армия и флот». За скульптурой расположена рельефная стела, на которой изображены Государственный исторический музей, Храм Христа Спасителя, Государственная Третьяковская галерея, Транссибирская магистраль, винтовка Мосина, самолёт Можайского и другие мотивы, связанные с временем правления Александра III. Стела увенчана скульптурой двуглавого орла.
Автором композиции является народный художник России Андрей Ковальчук. Памятник изготовлен на одном из заводов на Урале и подарен Союзом художников России. Он находится на месте несохранившегося Малого Ливадийского дворца, в котором много раз бывал и скончался император в 1894 году. Вблизи находится памятник Сталину, Рузвельту и Черчиллю, посвящённый Ялтинской конференции.

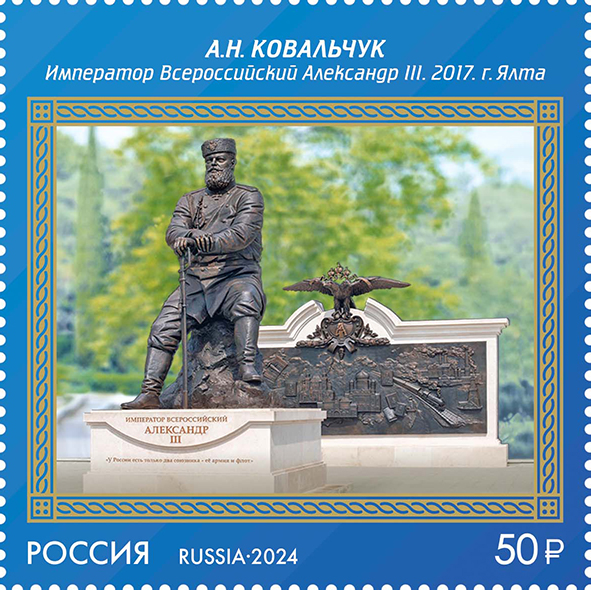
Памятник Александру III в Ялте на почтовой марке России 2024 года

Памятник был открыт 18 ноября 2017 году в присутствии президента России Владимира Путина.